# 古布達恩斯
阿文·古布達恩斯(Armen Gyulbudaghyants 亞美尼亞語：)是亞美尼亞著名足球員及足球教練，現為伊朗職業足球聯賽Padideh助教
2002年曾執教亞美尼亞19歲以下國家足球隊及亞美尼亞21歲以下國家足球隊。